# インドールキノン
インドールキノン(Indolequinone)は、インドール骨格の環に2つのケトン基（キノン）が付加した分子である。
単純なインドールキノンであるインドール-5,6-キノンは、バナナ等の果実が熟す際に生産される。
その他の例には、天然化合物のマイトマイシンや化学療法薬のアパジコンがある。

インドール-5,6-キノン
マイトマイシン
アパジコン